# Coprophanaeus larseni
Coprophanaeus larseni là một loài bọ cánh cứng trong họ Bọ hung (Scarabaeidae).